# (58096) Œnée
(58096) Œnée, désignation internationale (58096) Oineus, est un astéroïde troyen jovien.

## Description
(58096) Œnée est un astéroïde troyen jovien, camp grec, c'est-à-dire situé au point de Lagrange L4 du système Soleil-Jupiter. Il présente une orbite caractérisée par un demi-grand axe de 5,213 UA, une excentricité de 0,115 et une inclinaison de 3,6° par rapport à l'écliptique.
Il est nommé en référence au personnage de la mythologie grecque Œnée, acteur du conflit légendaire de la guerre de Troie.

## Compléments